# Parc national de la chaîne du Cap
Le parc national de la chaîne du Cap (en anglais : Cape Range National Park) est un parc national australien situé à 1 105 km au nord de Perth, capitale de l'Australie-Occidentale. Le parc est inclus en 2011 dans le site du patrimoine mondial de la côte de Ningaloo.

## Site et situation
Le parc occupe la partie occidentale de la péninsule du North West Cape sur une superficie de 47 655 hectares. La ville la plus proche est Exmouth. Le parc est bordé par la côte de Ningaloo.
La zone résulte d'un soulèvement progressif du fond marin. La chaîne et la plaine sont façonnés par la fluctuation du niveau de la mer et l'érosion.
Le cap est le seul plateau surélevé composé de calcaire sur la côte nord-ouest. Le point culminant du parc est à une altitude de 314 mètres.

## Histoire
À compter de 1876, la zone couvrant le nord-ouest du Cap est sous bail pastoral. En 1888, une partie du bail est transmise à l'ornithologue Thomas Carter et une station pastorale est établie par ce dernier dans la région en 1889. La région est déclarée parc national en 1964, tandis que la côte de Ningaloo l'est en 1987.

## Faune et flore
Une abondance de flore et de faune se trouve dans le parc. Les espèces de flore comprennent des mangroves, des acacias, des triodias, des grevilleas, des verticordias, des eucalyptus et des lys minilyas. Les fleurs sauvages fleurissent généralement vers la fin de l'hiver. 
La faune trouvée dans le parc comprend des pétrogales, des kangourous roux, des wallaroos, ainsi que des espèces de reptiles.
Les rivages du parc constituent un refuge important pour de nombreuses espèces d'oiseaux. Des oiseaux migrateurs parcourent jusqu'à 13 000 km pour atteindre la côte de Ningaloo pour passer les hivers de l’hémisphère nord, tels que le bécasseau maubèche, le chevalier aboyeur, le pluvier fauve. Plusieurs espèces d'oiseaux sont présentes toute l'année, comme le pélican à lunettes, l'aigrette garzette, l'émeu d'Australie, le cacatoès rosalbin, la sterne caspienne, ou la sterne huppée.

Oiseaux du parc de la Chaîne du Cap
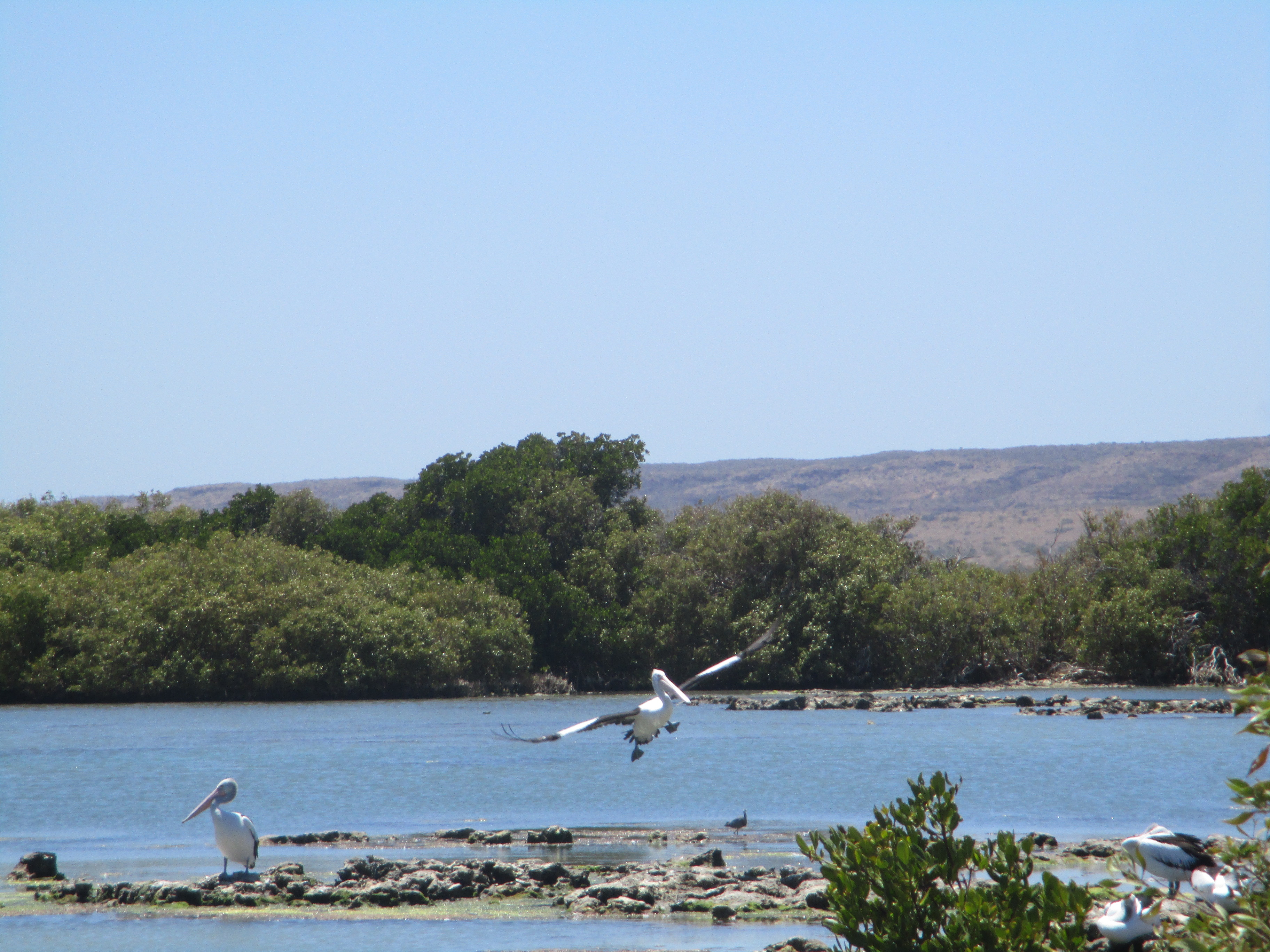
Pélican à lunettes
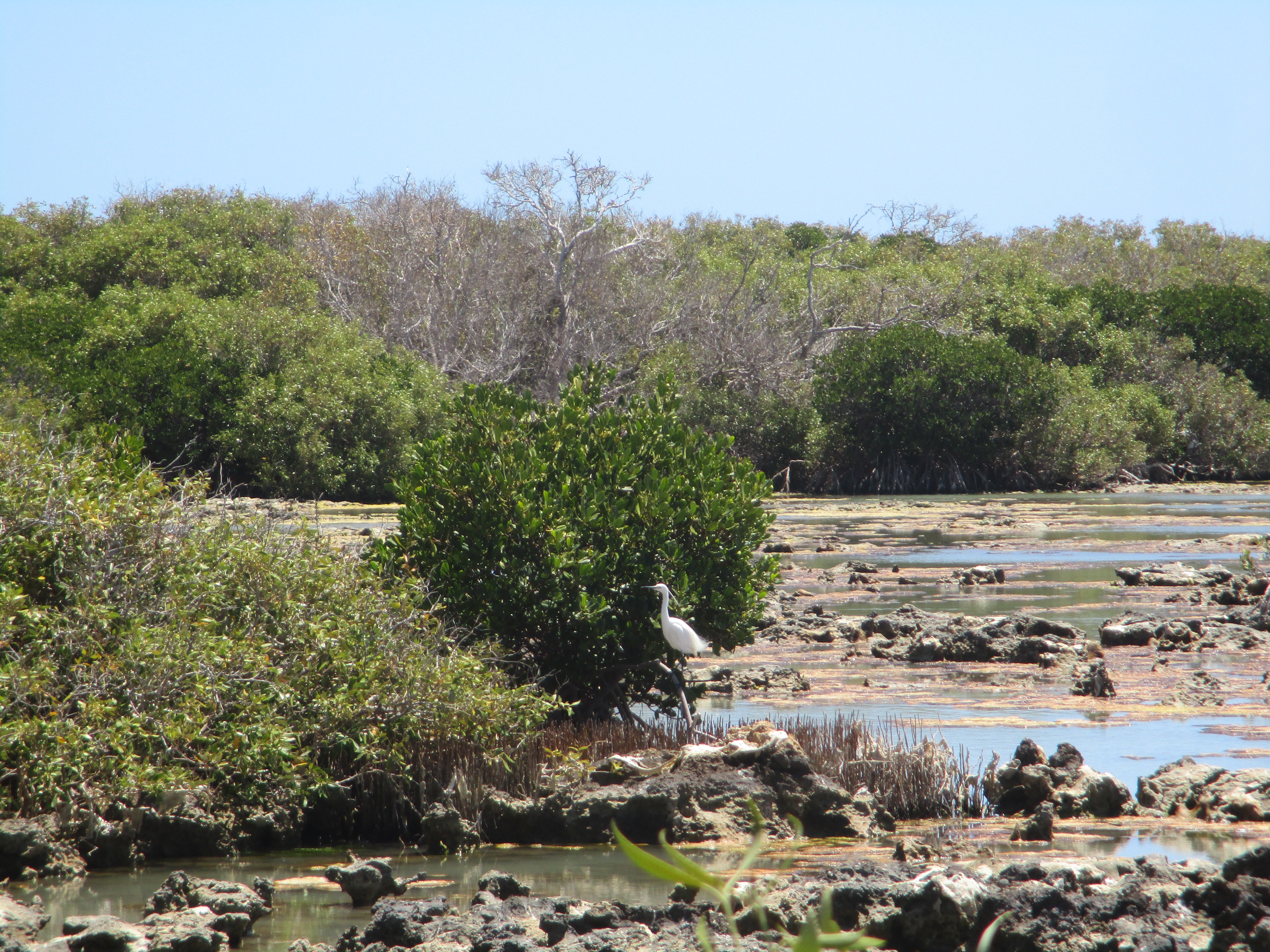
Aigrette garzette
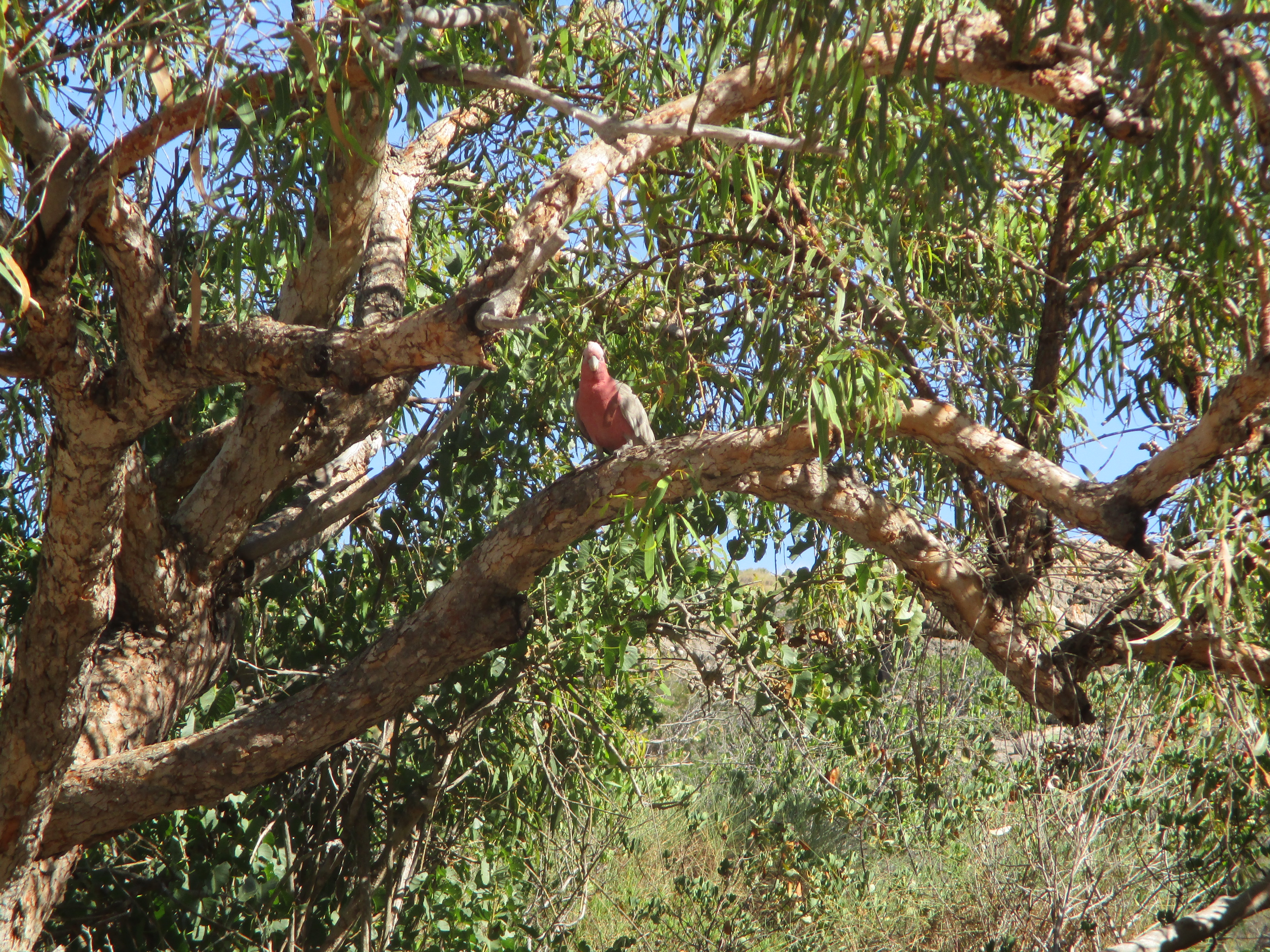
Cacatoès rosalbin
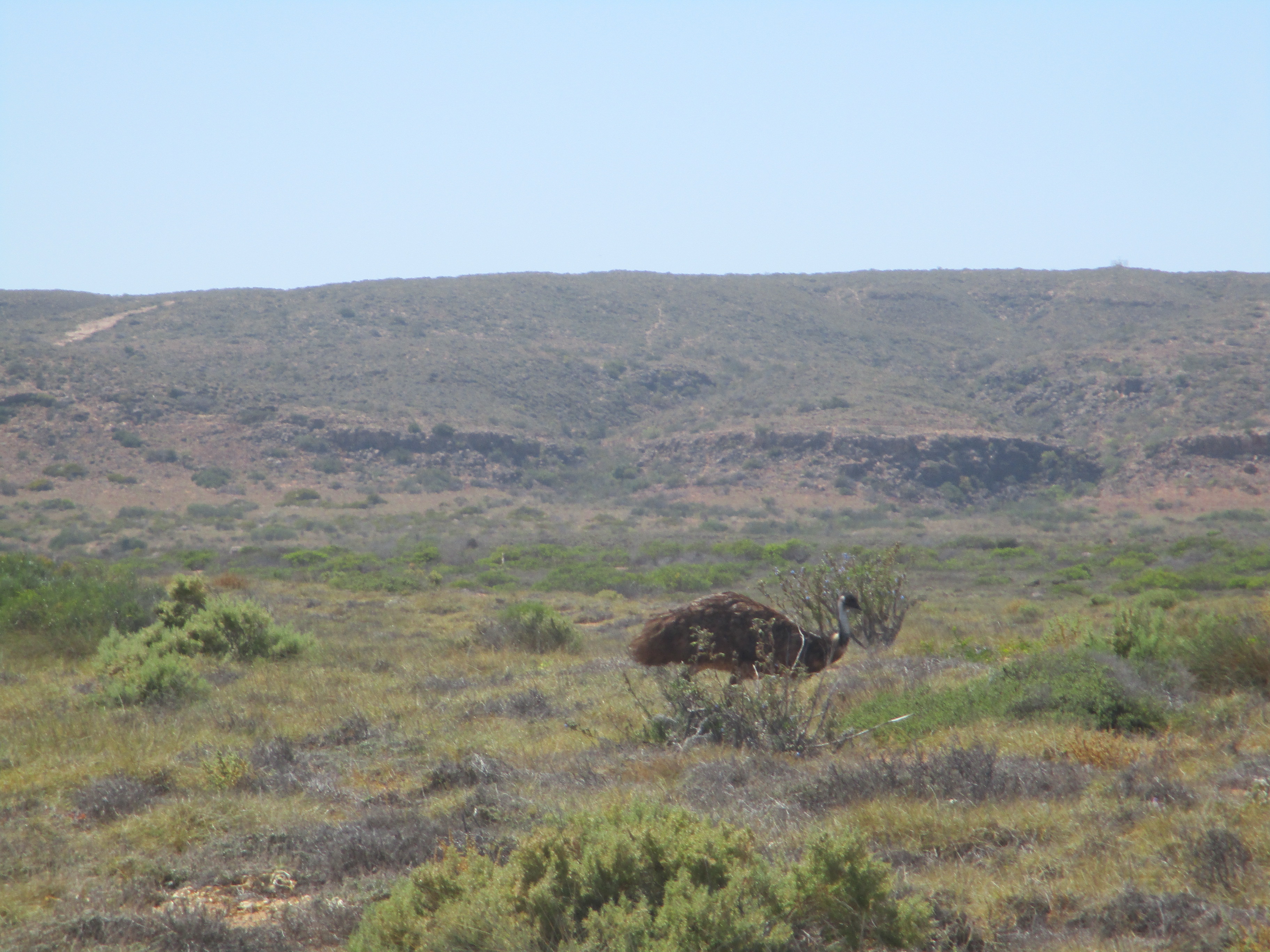
Émeu d'Australie

## Climat
Le climat de la région est semi-aride. L'été les températures peuvent approcher 50 °C.
| Mois                              | jan. | fév. | mars | avril | mai  | juin | jui. | août | sep. | oct. | nov. | déc. | année |
| --------------------------------- | ---- | ---- | ---- | ----- | ---- | ---- | ---- | ---- | ---- | ---- | ---- | ---- | ----- |
| Température minimale moyenne (°C) | 23   | 24,1 | 23   | 20,4  | 16,1 | 13,1 | 11,4 | 12,1 | 13,8 | 16,4 | 18,5 | 20,9 | 17,7  |
| Température maximale moyenne (°C) | 37,9 | 37,5 | 36,5 | 33,3  | 28,5 | 24,8 | 24,3 | 26,4 | 29,4 | 32,8 | 34,6 | 36,9 | 31,9  |
| Précipitations (mm)               | 31   | 40,9 | 40,8 | 17,6  | 42,2 | 43,2 | 22   | 11,4 | 2,1  | 1,6  | 1,8  | 6,1  | 256,7 |

| Diagramme climatique                                  |              |            |              |              |              |            |              |             |             |             |             |
| J                                                     | F            | M          | A            | M            | J            | J          | A            | S           | O           | N           | D           |
| 37,92331                                              | 37,524,140,9 | 36,52340,8 | 33,320,417,6 | 28,516,142,2 | 24,813,143,2 | 24,311,422 | 26,412,111,4 | 29,413,82,1 | 32,816,41,6 | 34,618,51,8 | 36,920,96,1 |
| Moyennes : • Temp. maxi et mini °C • Précipitation mm |              |            |              |              |              |            |              |             |             |             |             |

## Renseignements pratiques

### Accès et transports
L'aéroport le plus proche est situé sur la base aérienne de Learmonth, à environ 30 km au sud d'Exmouth. QantasLink dessert cet aéroport depuis Perth 12 fois par semaine.
Le parc national est traversé du nord au sud par la Yardie Creek Road, cette route étant goudronnée sur environ cinquante kilomètres. Il existe trois entrées principales qui permettent d'accéder au parc. L'entrée principale est située au nord à 40 km de la ville d'Exmouth. L'entrée sud est accessible via une piste depuis la localité de Coral Bay, située à 110 km. Il existe également une entrée à l'est qui permet l'accès à un lieu de randonnée via la Charles Knife Road.

### Tourisme
L'entrée dans le parc est payante (13 dollars par véhicule, par jour). Onze campings permettent de dormir au sein du parc, mais il faut réserver, surtout pour la période d'avril à octobre. Il existe un centre d'informations au nord du parc, le Milyering Discovery Centre.
Plusieurs sentiers de randonnée sont proposés, notamment dans la gorge de Mandu Mandu et à l’intérieur des terres dans le canyon Charles Knife.

## Galerie

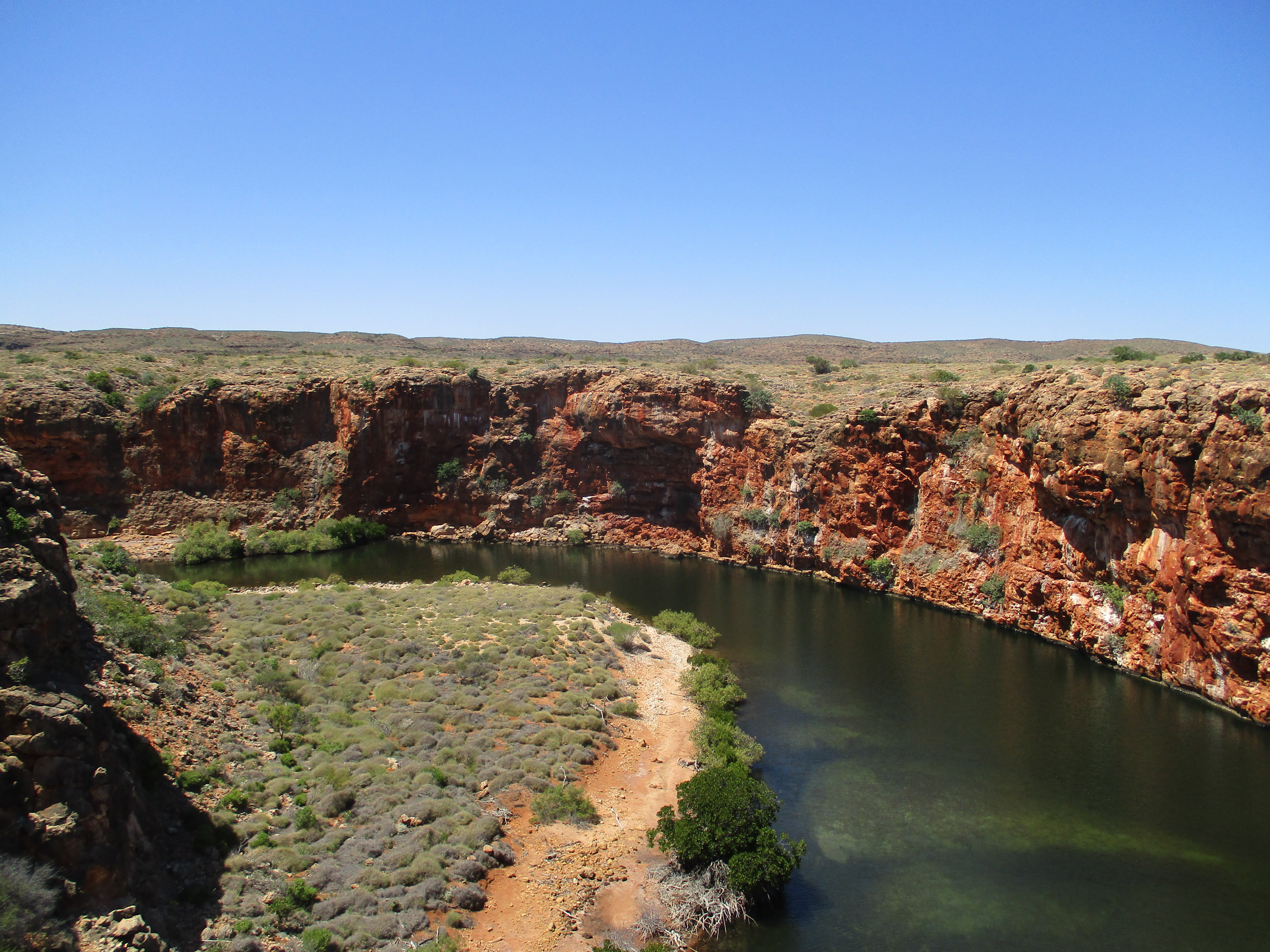
Yardie Creek.
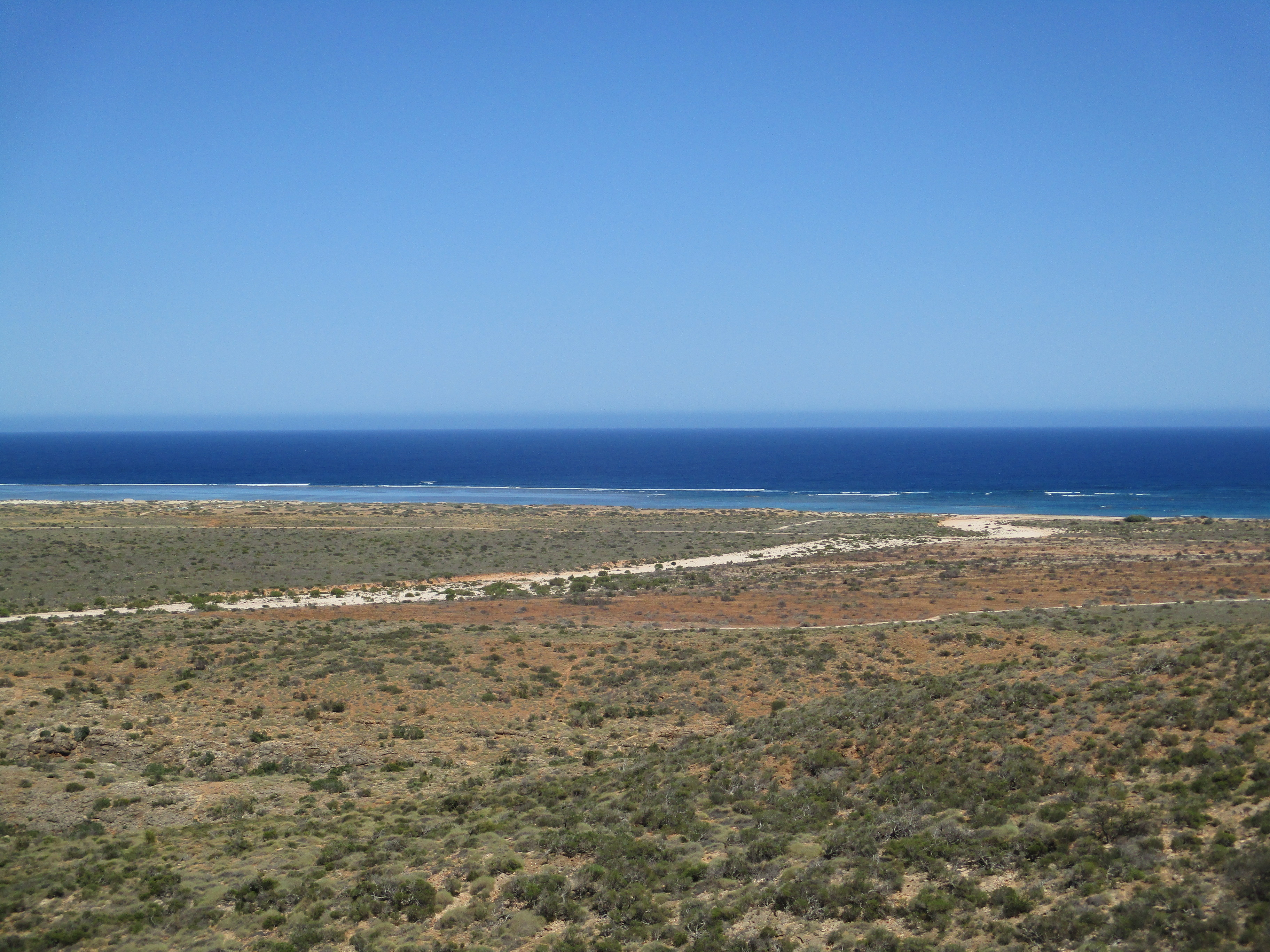
Vue du parc.
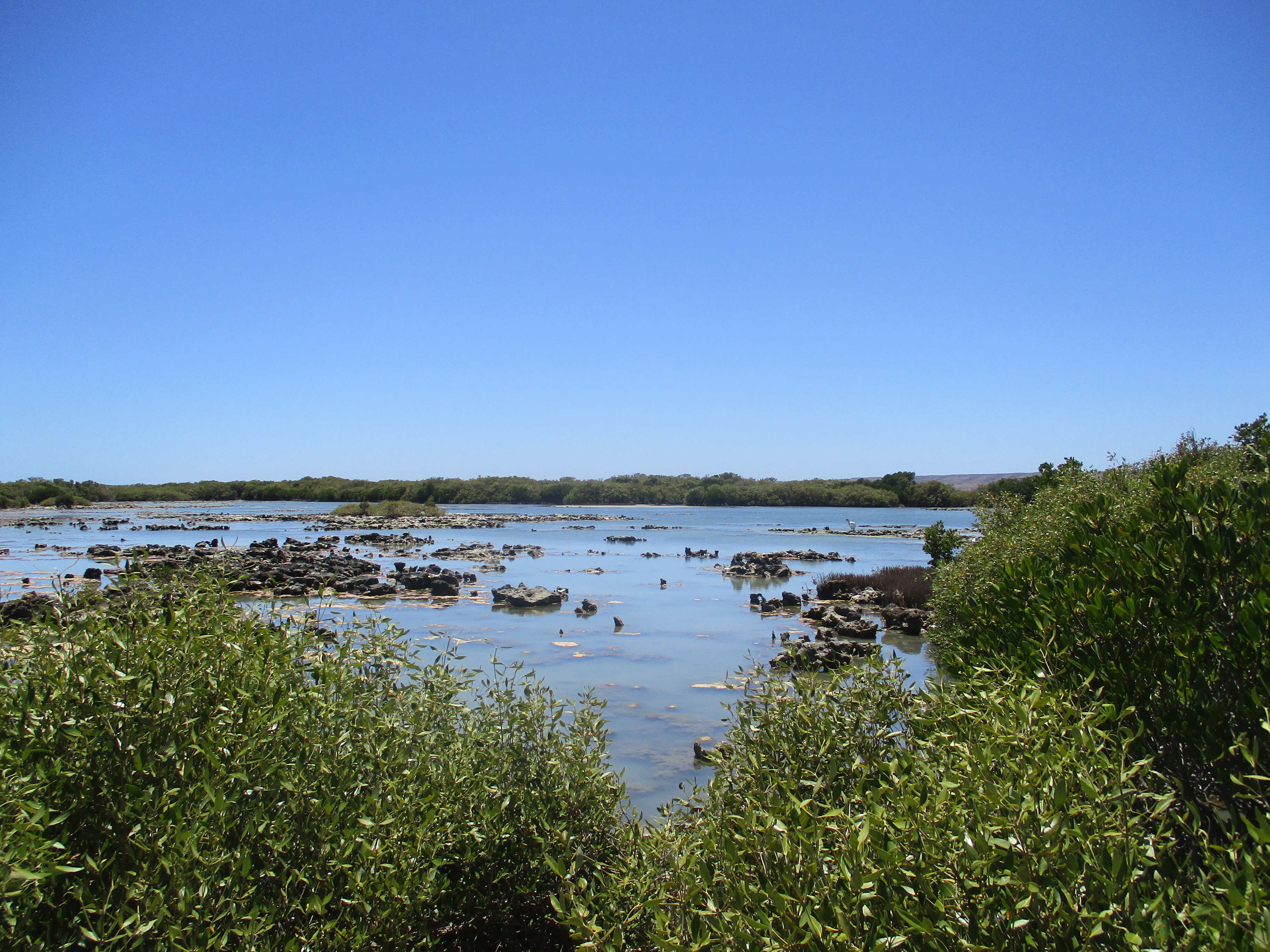
Mangrove.
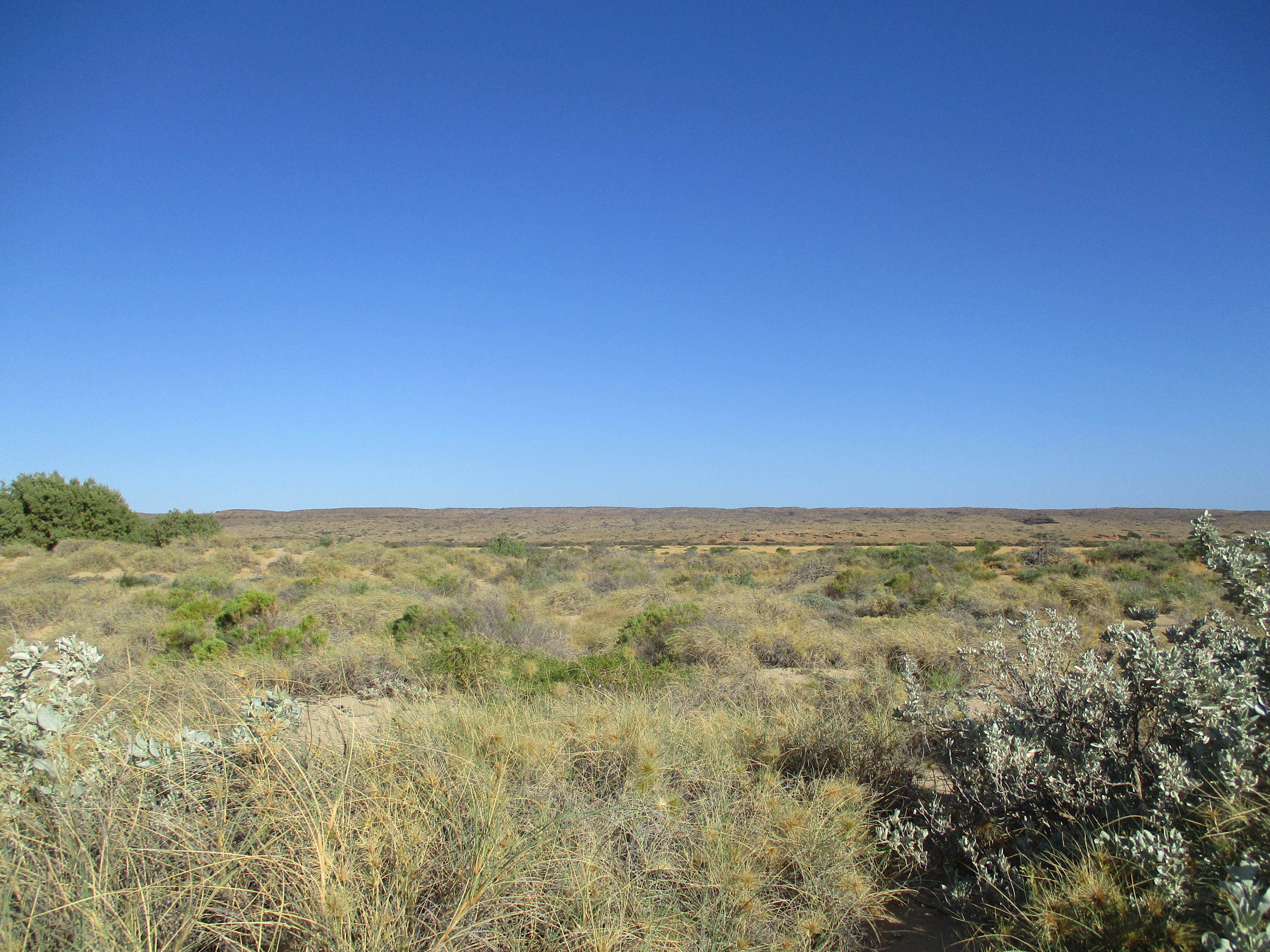
Vue du parc.
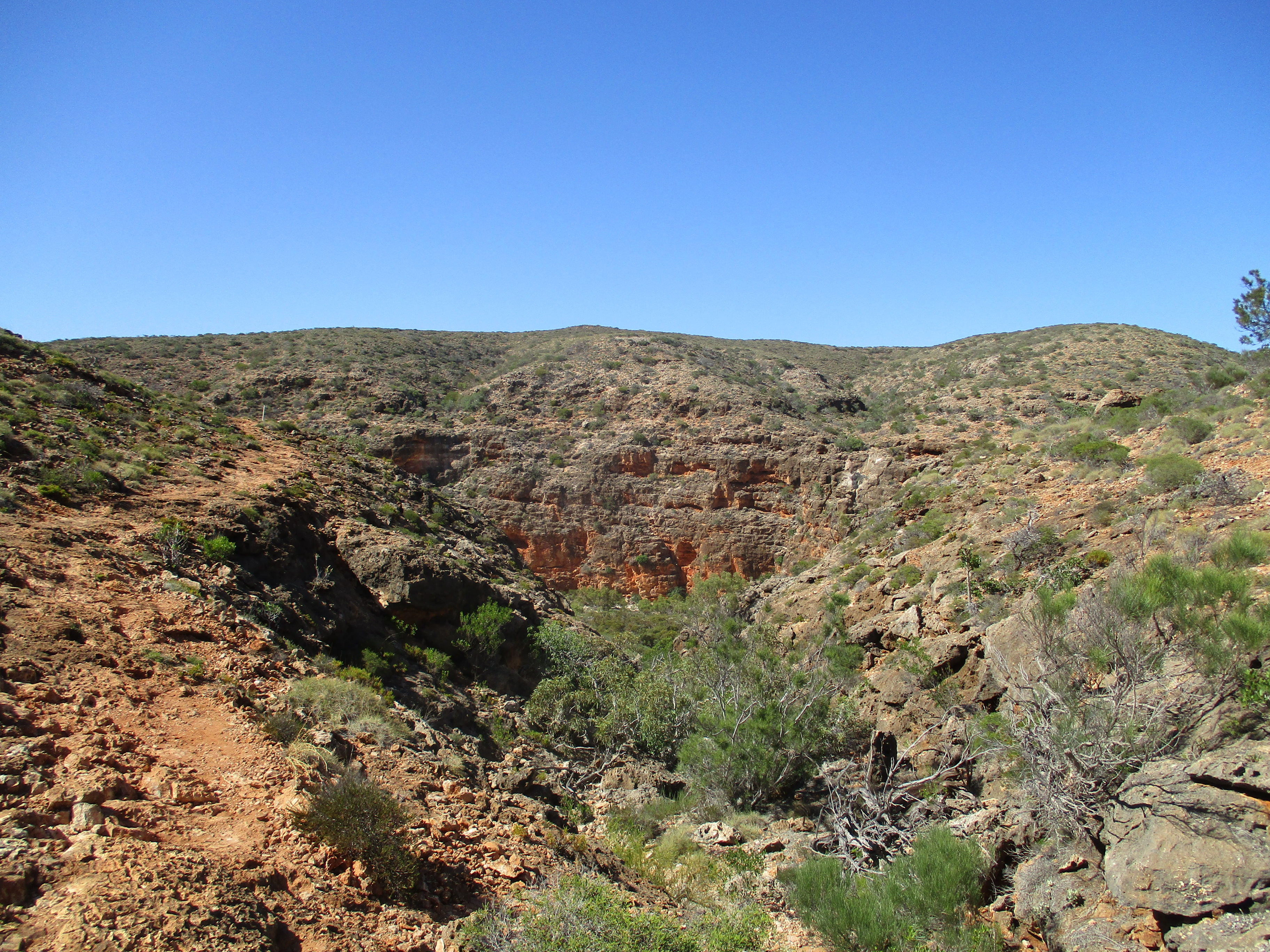
Mandu Mandu.